# Nedertorneå socken

Gränser och kyrkor 1796

Nedertorneå socken ligger i Norrbottens län, uppgick 1967 i Haparanda stad och området ingår sedan 1971 i Haparanda kommun, från 2016 inom Nedertorneå-Haparanda distrikt.
Socknens areal var den 1 januari 1961 477,39 kvadratkilometer, varav 460,90 km² land. År 2000 fanns här 9 259 invånare. Tätorterna Nikkala, Seskarö och Marielund samt tätorten och kyrkorten Haparanda med sockenkyrkan Haparanda kyrka ligger i socknen. Tidigare sockenkyrkan Nedertorneå kyrka förblev efter freden i Fredrikshamn 1809 i Finlands sida.

## Administrativ historik
Socknen bildades omkring 1340 som en utbrytning ur Luleå socken under namnet Torneå socken och omfattade då ett område på båda sidor Torne älv där den östra delen ligger i dagens Finland. 20 augusti 1482 utbröts det som omkring 1620 fick namnet Övertorneå socken samtidigt som denna socken fick nuvarande namn. 1621 fick socknens huvudort Torneå stadsprivilegier och området med en stadsförsamling bröts ut ur den delen som idag ligger i Finland. 1745 utbröts Karungi socken, från 1783 benämnd Karl Gustavs socken. 5 september 1809 reglerades gränsen mellan Sverige och Finland att gå vid Torne älv och socknen delades upp i två delar, en västlig del i Sverige och en östlig del i Finland.
1960 överfördes Malören (areal 0,21 kvadratkilometer, varav allt land) till Nederkalix socken.
Vid kommunreformen 1862 överfördes ansvaret för de kyrkliga frågorna till Nedertorneå församling och för de borgerliga frågorna till Nedertorneå landskommun. 1928 omdöptes församlingen till Nedertorneå-Haparanda församling. Landskommunen inkorporerades 1967 i Haparanda stad som 1971 i Haparanda kommun. Församlingen uppgick 2010 i Haparanda församling.
1 januari 2016 inrättades distriktet Nedertorneå-Haparanda, med samma omfattning som församlingen hade 1999/2000.
Socknen har tillhört fögderier, tingslag och domsagor enligt vad som beskrivs i artikeln Norrbotten. De indelta soldaterna tillhörde Norrbottens regemente.

## Geografi
Nedertorneå socken ligger vid kusten och väster om Torneälvens mynning med en skärgård med öar som Seskarö och Kataja. Socknen har flack odlingsbygd vid älven och är i övrigt en myr- och sjörik skogsbygd.
Sveriges östligaste punkt återfinns här.

## Fornlämningar
Boplatser från stenåldern är och järnåldersgravar är funna. I skärgården har över 25 labyrinter påträffats.

## Namnet
Namnet (1344 Thorna) kommer från älvnamnet som sannolikt är av finskt ursprung med en förled tornio, 'spjut' med oklar tolkning.
Namnet skrevs vid folkräkningen 1890 och 1900 Neder-Torneå socken och vid folkräkningen 1910 Nedertorneå socken.

## Befolkningsutveckling
| Befolkningsutvecklingen i Nedertorneå socken 1810–1970                                                   | Befolkningsutvecklingen i Nedertorneå socken 1810–1970 | Befolkningsutvecklingen i Nedertorneå socken 1810–1970 | Befolkningsutvecklingen i Nedertorneå socken 1810–1970 | Befolkningsutvecklingen i Nedertorneå socken 1810–1970 |
| --- | ------------------------------------------------------ | ------------------------------------------------------ | ------------------------------------------------------ | ------------------------------------------------------ |
| |                                                        |                                                        |                                                        |                                                        |
| År |                                                        |                                                        | Folkmängd                                              |                                                        |
| 1810 | 1810                                                   |                                                        | 1 237                                                  |                                                        |
| 1820 | 1820                                                   |                                                        | 1 591                                                  |                                                        |
| 1830 | 1830                                                   |                                                        | 1 944                                                  |                                                        |
| 1840 | 1840                                                   |                                                        | 1 986                                                  |                                                        |
| 1850 | 1850                                                   |                                                        | 1 879                                                  |                                                        |
| 1860 | 1860                                                   |                                                        | 1 995                                                  |                                                        |
| 1870 | 1870                                                   |                                                        | 2 033                                                  |                                                        |
| 1880 | 1880                                                   |                                                        | 2 347                                                  |                                                        |
| 1890 | 1890                                                   |                                                        | 2 520                                                  |                                                        |
| 1900 | 1900                                                   |                                                        | 3 056                                                  |                                                        |
| 1910 | 1910                                                   |                                                        | 3 972                                                  |                                                        |
| 1920 | 1920                                                   |                                                        | 4 210                                                  |                                                        |
| 1930 | 1930                                                   |                                                        | 4 171                                                  |                                                        |
| 1940 | 1940                                                   |                                                        | 4 542                                                  |                                                        |
| 1950 | 1950                                                   |                                                        | 4 242                                                  |                                                        |
| 1960 | 1960                                                   |                                                        | 3 596                                                  |                                                        |
| 1970 | 1970                                                   |                                                        | 2 667                                                  |                                                        |
| Anm: Källor: Umeå universitet - Tabellverket 1749-1859, Demografiska databasen, CEDAR, Umeå universitet. |                                                        |                                                        |                                                        |                                                        |

### Språk och etnicitet
Nedanstående siffror är tagna från SCB:s folkräkning 1900 och visar inte medborgarskap utan de som SCB ansåg vara av "finsk, svensk eller lapsk stam". Siffrorna för 1820-1855 är Tabellverkets statistik och avser endast den samiska befolkningen.
| Årtal | Svenskar | Finnar | Samer | Totalt |
| ----- | -------- | ------ | ----- | ------ |
| 1820  |          |        | 0     |        |
| 1825  |          |        | 0     |        |
| 1830  |          |        | 2     |        |
| 1835  |          |        | 1     |        |
| 1840  |          |        | 4     |        |
| 1845  |          |        | 2     |        |
| 1850  |          |        | 2     |        |
| 1855  |          |        | 2     |        |
| 1860  | 205      | 1 785  | 5     | 1 995  |
| 1870  | 240      | 1 781  | 12    | 2 033  |
| 1880  | 340      | 1 987  | 20    | 2 347  |
| 1890  | 271      | 2 239  | 10    | 2 520  |
| 1900  | 1 222    | 1 826  | 8     | 3 056  |